# Shishuang Chuyuan
Shishuang Chuyuan (chiń. 石霜楚圓, pinyin Shíshuāng Chǔyuán; kor. 석상초원 Sǒksang Ch’owŏn; jap. Sekisō Soen; wiet. Thạch Sương Sở Viên; ur. 986, zm. 1039) – chiński mistrz chan ze szkoły linji. Znany także jako Ciming Chuyuan (慈明楚圓).

## Życiorys
Shishuang pochodził z miasta Qingxiang, położonego na terenie dzisiejszego regionu autonomicznego Guangxi.
Dom rodzinny opuścił w wieku 22 lat i przyjął mnisią ordynację w klasztorze Yijing. Po jakimś czasie Shishuang wraz z Dayu Shouzim i Guquanem udali się w podróż do Luoyangu. Po usłyszeniu, że najlepszym mistrzem chan jest Fenyang Shanzhao cała trójka została jego uczniami.
Shishuang był niezmiernie sfrustrowany, bowiem przez 2 lata praktyki w klasztorze mistrza, nigdy nie został dopuszczony do pokoju mistrza na osobistą rozmowę z nim. Przy każdej okazji, gdy spotykał Fenyanga, stawał się obiektem wyzwisk. Shishuangowi jego praktyka wydawała się jednym ciągiem wulgarności.
Ponieważ nie uczynił żadnego widzialnego postępu na drodze praktyki chanu, Shishuang w końcu wyraził swoją frustrację przed mistrzem. Jednak zanim jeszcze skończył wymieniać wszelkie wulgarności, których doświadczył od nauczyciela, Fenyang spojrzał na niego gniewnie i sklął go krzycząc To, co wiesz jest podłe! Jak śmiesz mnie tak niedoceniać! W trakcie gdy to mówił uniósł swój kij aby odpędzić Shishuanga. Shishuang starał się ubłagać mistrza i gdy tylko otworzył usta, mistrz nagle zakrył mu je dłonią. W tym momencie Shishuang urzeczywistnił wielkie oświecenie. Wykrzyknął wtedy Tak jest poznać nadzwyczajne emocje na sposób linji!
Po tym wydarzeniu Shishuang został służącym mistrza i piastował tę funkcję przez siedem lat.
Po otrzymaniu przekazu Dharmy odszedł od nauczyciela i nauczał w rejonie Tanzhou. Był opatem klasztoru Chongsheng na górze Shishuang, założonego przez Shishuanga Qingzhu.
Mnich spytał Jestem w pomieszaniu. Co powinienem studiować?
Shishuang odparł Xuansha zobaczył przybywającego Xuefenga.
Mnich powiedział Co to znaczy?
Shishuang powiedział Przez całe życie nie opuszczać góry.
Oprócz tego, że nauczał na górze Shishuang w klasztorze założonym przez Shishuanga Qingzhu, uczył także w klasztorach na górach Dong, Gui i Heng.
Po otrzymaniu zaszczytów od cesarza Renzonga, w czasie powrotnej drogi do klasztoru powiedział służącemu Czuję paraliżujący wiatr. Jego usta wykrzywiły się.
Służący zatrzymał się i powiedział Co powinniśmy zrobić? Spędziłeś całe życie przeklinajęc buddów i wyzywając przodków. Więc co możesz teraz zrobić?
Shishuang powiedział Nie martw się. Naprawię to dla ciebie. I następnie użył jego ręki do wyprostowania swoich ust.
Następnie Shishuang powiedział Od teraz nie będę ci już robił żadnych kawałów.
Następnego dnia, 5 dnia pierwszego miesiąca, mistrz zmarł.
Otrzymał pośmiertne imię „mistrza chan Czystego Współczucia”.
Mistrz pojawia się w przypadku 46 Bezbramnej bramy.

## Znaczenie mistrza
Siła i znaczenie tego mistrza leżała w jego znakomitych uczniach. Miał 50 spadkobierców Dharmy. Dwóch jego wybitnych uczniów założyło tak potężne linie przekazu, że stały się one frakcjami szkoły linji. Yangqi Fanghui założył frakcję yangqi, z której praktycznie wywodzi się cały współczesny zen zarówno chiński, jak i japoński oraz częściowo koreański. Huanglong Huinan założył frakcję huanglong, która po początkowym rozkwicie wygasła po kilkunastu pokoleniach.

## Dzieła literackie
- Fenyang Wude chanshi yulu (1101) (zredagowany przez Shishuanga zbiór nauk jego nauczyciela)
- Shishuang Chuyan chanshi yulu (zredagowany przez Hunaglonga Huinana zbiór nauk Shishuanga)
- Ciming Sijia yulu (1153) (Kolekcja nauk czterech mistrzów chan, w tym Shishuanga)

## Linia przekazu Dharmy zen
Pierwsza liczba oznacza liczbę pokoleń od Pierwszego Patriarchy chan w Indiach Mahakaśjapy.
Druga liczba oznacza liczbę pokoleń od Pierwszego Patriarchy chan w Chinach Bodhidharmy.
- 38/11. Linji Yixuan (zm. 867) szkoła linji
  - 39/12. Xinghua Cunjiang (830–925)
    - 40/13. Nanyuan Huiyong (Paiying) (860–930)
      - 41/14. Fengxue Yanzhao (896–973)
        - 42/15. Shoushan Xingnian (926–993)
          - 43/16. Fenyang Shanzhao (947–1024)
            - 44/17. Shishuang Chuyuan (Ciming Chuyuan) (986–1039)
              - 45/18. Cuiyan Kezhen (zm. 1064)
                - 46/19. Dagui Muche (zm. 1132)

              - 45/18. Dezhang (bd)
              - 45/18. Yangqi Fanghui (992–1049) frakcja yangqi
              - 45/18. Huanglong Huinan (1002–1069) frakcja huanglong
                - 46/19. Xuefeng Daoyuan (bd)
                - 46/19. Yungai Shouzhi (1025–1115)
                - 46/19. Yun’an Kewen (1025–1102) (także Baofeng, Letan i Zhenjing)
                  - 47/20. Juefan Huihong (1071–1128)
                  - 47/20. Doushuai Congyue (1044–1091)